# Joan Chamorro
Joan Chamorro (Barcelona, 24 de setembre de 1962) és un músic i professor català. Toca tota la família de saxòfons, el clarinet, el clarinet baix, la flauta, la corneta i el contrabaix. És el fundador i director de la Sant Andreu Jazz Band.

## Biografia
Va estudiar la carrera clàssica de saxòfon al Conservatori de Barcelona amb el professor Adolf Ventas. Paral·lelament als estudis al conservatori, obté el títol de Grau Superior al Taller de Músics de Barcelona.
Forma part d'una Banda anomenada: Big Band del Taller de músics, amb la qual actua a diversos festivals europeus. A més a més, col·labora amb la Big Band de Bellaterra, la Big Band de John Dubuclet, la Big Band Jazz Terrassa, el Supercombo d'Eladio Reinón- Tete Montoliu, l'Orquestra de Radio Televisión Española, acompanya a Manhattan Transfer i a Stevie Wonder.
A part d'això, també treballa en diversos projectes amb l'Orquestra del Teatre Lliure. Durant un any, va col·laborar amb el grup de teatre Comediants, amb qui va actuar en festivals de ciutats com Nova York, Santiago de Xile, París, Venecia... També toca en la majoria dels festivals que tenen lloc a Espanya (Barcelona, Terrassa, Sant Sebastià, Madrid...).
Ha treballat amb músics d'anomenada com: Slide Hampton, Tete Montoliu, Frank Foster, Gary Smulyan, Dick Oatts, Bebo Valdés, Ralf Lalama, Teddy Edwars, Frank Wess, Jesse Davis, Dennis Rowland, Josep Maria Farràs, Perico Sambeat, Lluis Vidal, Randy Brecker, Carmen Lundy, David Mengual, David Xirgu, Mike P. Mossman, John Mosca, Bart Van Lier, David Allen, Bobby Shew, Judy Niemack... i molts més. Quant a gustos musicals, també està molt interessat en la música dels anys vint i trenta (Bix Beiderbecke, Louis Armstrong, Sidney Bechet, Adrian Rollini, etc.).
En l'actualitat lidera el quintet Andrea Motis & Joan Chamorro Quintet i la Sant Andreu Jazz Band.

## Discografia
Joan Chamorro
- Baritone Rhapsody (Fresh Sound New Talent Spain)
- 2012: Feeling Good (Temps Record)
- 2012: Presenta Eva Fernandez (Temps Record)[cal citació]
- 2013: Live at Jamboree: Barcelona (Swit Records)[cal citació]
- 2013: Presenta Magalí Datzira (Temps Record)
- 2014: Presenta Rita Payés (Temps Record)
- 2014: Coses que es diuen però que no es fan (Discmedi)
- 2015: Presenta la Màgia de la Veu (Temps Record)
- 2015: Presenta Andrea Motis (Temps Record)
- 2015: Live at Casa Fuster (Discmedi)
- 2016: Live at Palau de la Música
- 2017: Joan Chamorro presenta Èlia Bastida (Jazz to Jazz) Ref.JJ17017 D.L. B 22730-2017
- 2017: Joan Chamorro octet play Luigi Grasso´s arrangements
- 2018: Presenta Joan Codina (Jazz To Jazz)
- 2019: Presenta Alba Armengou (Jazz To Jazz)
- 2019: Presenta Carla Motis (Jazz To Jazz)
- 2020: Joan Chamorro new quartet & Scott Hamilton (Jazz To Jazz)
- 2020: Joan Chamorro plays Fredrik Carlquist´s arrangements
- 2020: Presenta Jan Domènech (Jazz To Jazz)
- 2020: Presenta Joana Casanova (Jazz To Jazz)
- 2021: Presenta Joan Martí (Jazz To Jazz)
- 2021: Presenta Marcal Perramon (Jazz To Jazz)
- 2022:  Presenta's Big-Band (Jazz To Jazz)
- 2022: Remembering Toni Belenguer (Jazz To Jazz)
- 2022: Presenta Alba Esteban (Jazz To Jazz)

## Guardons
Premis
- 2012: Premi Altaveu[6]

Nominacions
- 2011: Premis AMJM al grup de l'any per a la Sant Andreu Jazz Band[7]
- Premi ARC de la música en la categoria de Jazz i Blues per a Andrea Motis & Joan Chamorro Group[8]
- 2012: Premis Enderrock Jaç a l'artista de l'any per a Andrea Motis & Joan Chamorro Group[9]